# Кучуковское сельское поселение
Кучуковское се́льское поселе́ние — муниципальное образование Агрызского района Республики Татарстан. Административный центр — село Нижнее Кучуково. Адрес: 422210, Республика Татарстан, Агрызский район, с. Нижнее Кучуково, ул. Ленина, дом 12.

## География
Кучуковское сельское поселение находится в Агрызском муниципальном районе Татарстана. Поселение расположено в 40 км от районного центра города Агрыз. Площадь территории занимаемой муниципальным образованием — 8315,2 га, площадь земель сельскохозяйственного назначения — 5902 га.

## История
По архивным документам Казанского государственного университета деревня Бетсемас образована на 100 лет раньше, чем деревня Кучуково. Сельсовет в Кучукове был образован в Мушаковской волости Елабужского уезда Вятской губернии в 1919 году. В 1921 году в связи с образованием национальных автономий, эта территория вошла в состав Елабужского кантона Татарской АССР. В декабре 1921 года из состава Елабужского кантона был выделен Агрызский кантон, а в 1924 году он был присоединён к нему обратно. Но уже в 1927 году эта территория вновь отошла от Елабужского кантона и вошла в Агрызский район.

## Население
| 2002  | 2010  | 2011  | 2012  | 2013  | 2014  | 2015  |
| ----- | ----- | ----- | ----- | ----- | ----- | ----- |
| 1120  | ↘1102 | ↘1099 | ↘1062 | ↘1053 | ↘1033 | ↘1028 |
| 2016  | 2017  | 2018  | 2019  | 2020  |       |       |
| ↘1022 | ↘1004 | ↘987  | ↘973  | ↘966  |       |       |

Численность населения (по данным Всероссийской переписи населения 2002 года) — 1120 человек, в том числе в возрасте: моложе трудоспособного 219 чел.; трудоспособном 585 чел.; старше трудоспособного 316 человек.

## Состав поселения
В состав Кучуковского сельского поселения входят:
- с. Нижнее Кучуково
- с. Варклед-Бодья
- д. Русская Шаршада